# Přemysl Bičovský
Přemysl Bičovský (Košťany, 1950. augusztus 18. –) Európa-bajnok csehszlovák válogatott cseh labdarúgó, edző.

## Pályafutása

### A válogatottban
1970 és 1983 között 45 alkalommal szerepelt a csehszlovák válogatottban és 11 gólt szerzett. Részt vett az 1982-es világbajnokságon és tagja volt az 1976-ban Európa-bajnokságot nyerő válogatott keretének.

## Sikerei, díjai

### Játékosként
Bohemians Praha
- Csehszlovák bajnok (1): 1982–83
- Csehszlovák kupa (1): 1991–92

VfB Mödling
- Osztrák másodosztályú bajnok (1): 1986–87

SC Eisenstadt
- Közép-európai kupa (1): 1983–84

Egyéni
- A csehszlovák bajnokság társgólkirálya (1): 1973–74 (17 gól)

Csehszlovákia
- Európa-bajnok (1): 1976